# 줄리 세인트 클레어
줄리 세인트클레어(Julie St. Claire, 1970년 6월 10일 ~ )는 미국의 영화 제작자, 배우, 영화 감독이다.

## 출연 작품
- 다크 월드 (2008년)
- 스틸링 캔디 (2002년)
- Crash Point Zero (2001)
- 테러 인 리마 (1999년)
- Ballistic (1995)
- 탈옥자들 (1994년)
- 카멜레온 (1992년)

### 텔레비전
- 더 영 앤 더 레스트리스 (1997)